# Smic, Smac, Smoc – Die Drei vom Trockendock
Smic, Smac, Smoc – Die Drei vom Trockendock (französischer Originaltitel: Smic, Smac, Smoc) ist eine französische Filmkomödie des Regisseurs Claude Lelouch aus dem Jahr 1971. Der in acht Tagen abgedrehte Film hatte seine Premiere auf dem Filmfestival Mostra de Venise in Venedig im Sommer 1971 und lief anschließend auf dem Festival of San Francisco. Lelouch nannte den Film, den er den Brüdern Lumière widmete, „eine charmante Fiktion“.

## Handlung
Charles, Jean und Amidou sind Arbeiter auf den Werften von La Ciotat und leben in derselben Bauanlage.  Sie sind nicht nur Arbeitskollegen, sondern auch Freunde, die sich durch Arbeitsteilung auch ihr gemeinsames Privatleben erleichtern. Eines Tages verlässt Amidou sie, um Catherine, eine Verkäuferin, zu heiraten. Das Problem für Charles und Jean ist, dass die Hochzeit ihres Freundes den Kauf neuer Kleidung bedeutet, was angesichts ihres geringen Einkommens problematisch ist. Darüber hinaus sind sie entschlossen, diesen Tag trotz ihres Geldmangels zu einem unvergesslichen Erlebnis zu machen. Sie klauen ein Auto und erschwindeln nach einem ausgelassenen Picknick in St. Tropez eine beträchtliche Summe. Der Richter hat mit den heiteren Gaunern ein Einsehen.

## Musik
Die vom Musette geprägte Titelmelodie des Films, komponiert von Francis Lai, mit dem Gesang von Catherine Allegret und Francis Lai, erschien als Single (Bande Originale du film Smic, Smac, Smoc) bei United Artists Records.

## Rezeption
Reclams Filmführer nannte Smic, Smac, Smoc „eine vitale Alltagskomödie“; Der Spiegel bezeichnete ihn 1974 als „dünnen Kino-Spaß“. Der Filmdienst schrieb: „Ein spontanes, heiteres Spiel, mit leichter Hand inszeniert. Lelouch verzichtet darauf, der Geschichte den sonst bei ihm üblichen Anschein von Bedeutung zu geben. Vergnügliche Unterhaltung ohne Realitätsanspruch.“
Vincent Canby urteilte 1972 in The New York Times, der Charme eines Films sei „wie ein Schaumbad in einer warmen Wanne. Ein bisschen davon ist schön, aber eine Überdosis kann die Haut eines Nilpferds verdorren lassen.“ Doch Lelouch handle mit „so viel Charme, dass man versucht ist, eine Art Bundeskontrolle zu fordern.“ Dennoch verdiene der Film Interesse und vielleicht auch Unterstützung. Er sei jedenfalls ziemlich flüssig mit Charme versehen, aber der Film sei auch ein technisch erstklassiges Resultat des Filmemachens.

## Synchronisation
| Schauspieler        | Dt. Synchronstimme | Rolle             |
| ------------------- | ------------------ | ----------------- |
| Francis Lai         | Norbert Langer     | Akkordeon-Spieler |
| Catherine Allégret  | Cordula Trantow    | Catherine         |
| Charles Gérard      | Gottfried Kramer   | Smac              |
| Jean Collomb        | Joachim Pukaß      | Smoc              |
| Pierre Uytterhoeven | Claus Jurichs      | Tankwart          |